# 국립공주병원
국립공주병원(國立公州病院, Gongju National Hospital)은 정신질환을 가진 사람에 대한 진료·조사·연구, 정신보건사업의 지원·수행 및 정신건강의학과 의료요원 등의 교육·훈련에 관한 업무를 관장하는 대한민국 보건복지부의 소속기관이다. 2002년 5월 6일 발족하였으며, 충청남도 공주시 고분티로 623-21에 위치하고 있다. 원장은 고위공무원단 나등급에 속하는 임기제공무원으로 보한다.

## 직무
- 정신질환의 예방과 정신질환자에 대한 진료
- 정신건강의학과 환자의 사회복귀를 위한 정신재활프로그램 운영
- 국민정신보건·정신의학 및 진료기술수준의 향상을 위한 조사·연구
- 정신건강의학과 정신과 의료요원 및 정신보건전문요원의 교육·훈련
- 민간 정신의료기관 상시 지도·감독
- 정신보건전문요원 수련기관 지도·감독
- 국가정신보건 및 지역사회정신보건 사업의 효율적인 추진
- 아동·청소년 정신질환자의 진료 및 프로그램 개발·운영

## 연혁
- 1951년 9월 29일: 신생결핵요양소 설립.
- 1958년 10월 29일: 신생결핵요양소를 공주결핵요양소로 개칭.
- 1959년 7월 1일: 공주결핵요양소를 국립공주병원으로 개칭.[1]
- 1970년 2월 5일: 국립공주병원을 국립공주결핵병원으로 개칭.
- 1993년 4월 7일: 기능전환방침 확정 (국립공주결핵병원 → 국립공주정신병원).
- 1994년 4월 1일: 착공 (충청남도 공주시 오곡동 소재).
- 1997년 12월 31일: 준공 (부지면적 173,672m², 청사면적 19,955m²).
- 1998년 2월 28일: 국립공주결핵병원 폐지 및 국립공주정신병원 신설.
- 1998년 3월 18일: 의료기관 개설 허가 및 의료보험요양기관 지정.
- 1998년 4월 8일: 의료보호진료기관 지정.
- 1998년 5월 1일: 진료 개시.
- 1998년 5월 8일: 21병동(일반), 22병동(일반) 개원.
- 1998년 5월 21일: 국립공주정신병원 개원식.
- 1998년 7월 1일: 병동(알코올), 55병동(노인) 개원.
- 1998년 9월 1일: 병동(일반) 개원.
- 1998년 11월 14일: 수련병원 지정.
- 1998년 12월 22일: 지정진료기관 지정.
- 2000년 8월 1일: 개방병동 개원.
- 2001년 9월 28일: 전문요양기관 인정.
- 2002년 5월 6일: 국립공주정신병원에서 국립공주병원으로 명칭 변경.
- 2006년 1월 1일: 책임운영기관 전환.
- 2007년 3월 2일: 정신보건전문요원 수련기관 지정.
- 2007년 3월 23일: 공주시청 정신보건센터 위탁운영에 관한 협약서 체결.
- 2007년 11월 29일: 다목적체육관 및 인조잔디구장 준공.

## 조직

### 원장
- 서무과[2]
- 정신건강사업과[3]

의료부
- 정신건강과[4]
- 노인정신과[4]
- 소아청소년정신과[5]
- 정신재활치료과[5]
- 내과[5]
- 치과[5]
- 임상검사과[5]
- 약제과[5]
- 간호과[6]